# Раково (Рязанская область)
Ра́ково — село в Сасовском районе Рязанской области России.
Входит в состав Агломазовского сельского поселения.

## Географическое положение
Село находится в южной части Сасовского района, в 32 км к юго-востоку от райцентра на реке Цне.
Ближайшие населённые пункты:
- Усеиново — примыкает с юга;
- Усады — примыкает с северо-запада.

Ближайшая железнодорожная станция Сасово в 32 км к северу по асфальтированной дороге.

## Природа

#### Климат
Климат умеренно континентальный с умеренно жарким летом (средняя температура июля +19 °С) и относительно холодной зимой (средняя температура января –11 °С). Осадков выпадает около 600 мм в год.

## История

#### Административно-территориальное деление
С 1861 г. село входило в Ямбирнскую волость Шацкого уезда Тамбовской губернии.
С 2004 г. и до настоящего времени входит в состав Агломазовского сельского поселения.
До этого момента входило в Усадовский сельский округ.

#### Варианты написания
- Раково-Кашково — карта Шацкого уезда Тамбовской губернии. Издание Тамбовской Губернской Земской Управы. 1883 г.

## Население
| 1984 | 1989 | 2002 | 2010 |
| ---- | ---- | ---- | ---- |
| 140  | ↘115 | ↘55  | ↘48  |

## Инфраструктура

#### Дорожная сеть
Село не имеет непосредственного подъезда с твёрдым покрытием.
одна улица — Набережная.

#### Инженерная инфраструктура
Электроэнергию село получает по тупиковой ЛЭП 10 кВ от подстанции 110/35/10 кВ "Теньсюпино".